# Holstein Kiel
El Kieler Sportvereinigung Holstein von 1900 es un club deportivo de la ciudad alemana de Kiel, conocido sobre todo por su equipo de fútbol. Fue fundado el 7 de octubre de 1900, y jugará a partir de la temporada 2025-26, en la Zweite Bundesliga, la segunda división del fútbol alemán, tras haber descendido.
El equipo disputa sus partidos en el Holstein-Stadion y los colores tradicionales son el azul, el blanco y rojo.
Durante los años 1910 y 1920, el club fue un equipo dominante en el norte de Alemania que ganó seis títulos regionales y terminó como subcampeón otras seis veces. Holstein también hizo apariciones regulares en los playoffs nacionales, terminando como subcampeones en 1910 antes de conseguir su único título de campeón de liga alemán en 1912. Siguieron siendo un equipo de primera división hasta la formación de la Bundesliga en 1963.

## Historia

### Fundación a Segunda Guerra Mundial
El Holstein Kiel es el producto de la fusión de los bandos predecesores Kieler Fußball-Verein von 1900 y Kieler Fußball-Club Holstein. El primero de estos dos equipos fue Kieler Fußball-Verein (más tarde 1. KFV) fundado el 7 de octubre de 1900 como miembro del club de gimnasia Kieler Männerturnvereins von 1844. El club no fue muy exitoso y en general no tuvo mucho éxito en el fútbol. Más tarde el club se concentró en atletismo de atletismo.
Kieler Fußball-Club Holstein se formó el 4 de mayo de 1902 y pasó a llamarse Fußball-Verein Holstein von 1902 (FV Holstein Kiel) en algún momento de 1908. El club rápidamente se volvió competitivo y en 1910 llegaron a la final del campeonato alemán donde perdieron 0–1 en Tiempo extra para Karlsruher FV. En 1912, capturaron el campeonato alemán con una victoria de semifinales en tiempo extra por 2-1 sobre el campeón defensor Viktoria 89 Berlín, seguido de una victoria por 1-0 en la final sobre el campeón del año anterior, Karlsruher FV. En 1914, el club cambió su nombre nuevamente después de que se agregaron las nuevas ramas de hockey y atletismo, convirtiéndose en Sportverein Holstein von 1902.
El 7 de junio de 1917, 1. Kieler Fussball Verein von 1900 y Sportverein Holstein von 1902, gravemente debilitados por la Primera Guerra Mundial, se fusionaron para formar el club actual. Como es práctica común en Alemania, la nueva asociación adoptó la fecha de fundación del club más antiguo, mientras ocupaba el estadio, el uniforme, los colores, el escudo y el nombre «Holstein» del SV Holstein Kiel. A lo largo de la década de 1920, el equipo hizo apariciones regulares en los playoffs nacionales y en 1926 llegó a las semifinales, donde fueron eliminados 1-3 por SpVgg Greuther Fürth. En 1930, jugaron su camino hacia la final, perdiendo 4-5 ante Hertha BSC. Al año siguiente llegaron a las semifinales, donde fueron eliminados 0-2 por TSV 1860 Munich.
Bajo el Tercer Reich, el fútbol alemán se reorganizó en dieciséis divisiones. Kiel jugó en el Gauliga Nordmark y ofreció consistentemente sólidos resultados entre los primeros cinco, pero se frustró en su búsqueda de un título de división. En 1942, el Gauliga Nordmark se dividió en el Gauliga Hamburg y el Gauliga Schleswig-Holstein. Ya no en la compañía del Hamburger SV y otros equipos fuertes de la ciudad, Kiel capturó de inmediato el título de la nueva división y la defendió durante las siguientes dos temporadas hasta que el final de la Segunda Guerra Mundial detuvo la competición en todo el país.
Esos títulos le ganaron a Kiel la entrada a las rondas nacionales de playoffs. Hicieron su mejor resultado en 1943 cuando avanzaron hasta las semifinales antes de ser vencidos por los eventuales campeones Dresdner SC. El equipo capturó el tercer lugar al derrotar al FC Viena Wien. Al año siguiente, fueron eliminados desde el principio y no se jugó la final en 1945.

### Posguerra e historia reciente

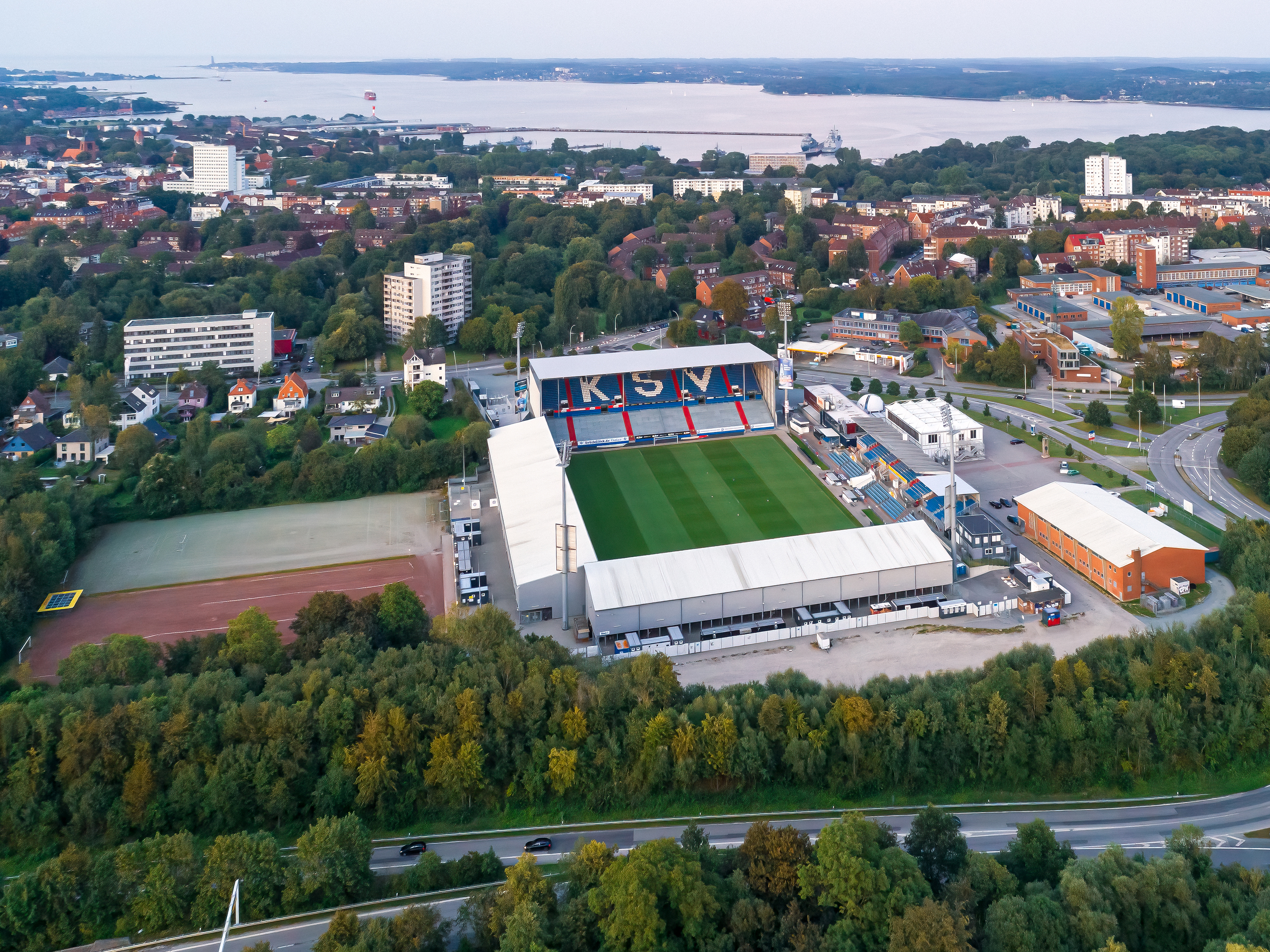
Estadio Holstein-Stadion

Desde el final de la guerra, Kiel ha sido principalmente un club de nivel II y III. Después del conflicto, el fútbol en la mitad occidental del país se reorganizó en cinco divisiones regionales de primera clase. Holstein Kiel jugó desde 1947 hasta 1963 en la Oberliga Nord (I) y terminó dos veces como subcampeón (1953, 1957). En 1961 el equipo de reserva capturó el campeonato amateur alemán. Después de la formación en 1963 de una única primera división nacional conocida como la Bundesliga, el club se convirtió en un equipo de segunda división y jugó en la Regionalliga Nord (II). Kiel fracasó en su intento de avanzar a la Bundesliga después de su campeonato Regionalliga Nord de 1965. El fútbol alemán se reestructuró en 1974 con la formación de una nueva segunda división conocida como 2. Bundesliga y el equipo se deslizó a la tercera división en la Amateuroberliga Nord (III). Holstein Kiel ganó la promoción a la competencia de segundo nivel en 1978 como parte de la 2. Bundesliga Nord y fue relegado en 1981.
Con la reunificación de Alemania en 1990, los equipos de la antigua Alemania del Este se convirtieron en parte de una competencia nacional combinada. El fútbol alemán se reorganizó nuevamente en 1994 y Holstein Kiel se clasificó para la nueva división de tres niveles, Regionalliga Nord (III). En 1996, el club fue relegado por primera vez a la Oberliga Hamburg/Schleswig-Holstein (IV) y regresó a Regionalliga Nord (III) en 1998. Fueron relegados nuevamente a la Oberliga Hamburg/Schleswig-Holstein (IV) después de fracasar en su intento de clasificarse para la reestructurada Regionalliga (III) que pasó de cuatro divisiones a dos. Avanzaron el próximo año y se perdieron por poco la promoción a la 2. Bundesliga en la temporada 2005-06. En 2007, se habían deslizado a la Oberliga Nord (IV), pero ganaron dos promociones consecutivas para alcanzar la nueva 3. Liga (III) en 2009. Después de un año en la tercera división, el club fue relegado nuevamente en la Regionalliga Nord (IV). El equipo llegó a los cuartos de final de la DFB-Pokal 2011–12, tras vencer al FC Energie Cottbus, MSV Duisburg y 1. FSV Maguncia 05. En los cuartos de final perdieron ante el Borussia Dortmund 0–4 que terminó su aventura de la copa. Desde 2013, el club jugó nuevamente en la tercera división y en 2017 el club fue promovido después de 36 años a la segunda división. En 2017-18 2. Bundesliga, después de que el Holstein Kiel terminara en tercer lugar como el equipo con la puntuación más alta con 71 goles, jugaron contra el VfL Wolfsburg en los playoffs de promoción para la Bundesliga 2017–18, pero perdieron y permanecieron en la 2. Bundesliga para la temporada 2018-19.

## Rivalidades
Su máximo rival es FC Hansa Rostock con quien disputa uno de los Derbis del Norte de Alemania.

## Uniforme
| 2019-20 | 2019-20 | 2020-21 | 2021-22 | 2022-23 | 2023-24 |

## Jugadores

### Jugadores destacados
| - Ernst Möller, jugó 9 veces para Alemania (1911–13) y anotó 1 gol en la final del campeonato de la temporada de 1912. - Sophus Nielsen - Adolf Werner - Ottmar Walter - Henry Peper portero con más apariciones después de la WW2 con 271 (1950–62) - Franz-Josef Hönig - Gerd Saborowski - Hans Peter Ehlers más apariciones con el equipo luego de la WW2 con 368 (1953–66) - Gerd Koll goleador histórico luego de la WW2 con 141 (1959–68) | - Andreas Köpke - Oliver Held - André Trulsen - Francisco Copado - Jens Dowe - André Breitenreiter - Torben Hoffmann - Sidney Sam - Fin Bartels |

## Entrenadores
Entrenadores del club desde el año 2000.
- Michael Lorkowski (julio 1999 - junio 2000)
- Gerd-Volker Schock (julio 2000 – agosto 2002)
- Hans-Werner Moors (septiembre 2002 – septiembre 2003)
- Gerd-Volker Schock (septiembre 2003 – febrero 2004)
- Peter Vollmann (febrero 2004 – junio 2004)
- Frank Neubarth (julio 2004 – octubre 2006)
- Stefan Böger (octubre 2006 – febrero 2007)
- Peter Vollmann (febrero 2007 – diciembre 2008)
- Falko Götz (diciembre 2008 – septiembre 2009)
- Christian Wück (octubre 2009 – junio 2010)
- Thorsten Gutzeit (1 de julio de 2010 – 30 de junio de 2013)
- Karsten Neitzel (1 de julio de 2013 – 16 de agosto de 2016)
- Markus Anfang (29 de agosto de 2016 – 30 de junio de 2018)
- Tim Walter (1 de julio de 2018 – 30 de junio de 2019)
- André Schubert (1 de julio de 2019 – 15 de septiembre de 2019)
- Ole Werner (16 de septiembre de 2019 – 19 de septiembre de 2021)
- Marcel Rapp (4 de octubre de 2021)

## Palmarés

### Torneos nacionales
- Campeonato alemán (1): 1912.

### Torneos regionales
- Campeonato de fútbol del Norte de Alemania (6): 1910, 1911, 1912, 1926, 1927, 1930
- Gauliga Schleswig-Holstein (2): 1943, 1944
- Regionalliga Nord (3): 1965, 2009, 2013
- Oberliga Hamburg/Schleswig-Holstein (2): 1998, 2001
- Oberliga Nord (1): 2008

## Resumen histórico

### Primera División Alemana
Bundesliga: 1 (a partir de la temporada 2024/25)
Campeonato Alemán/Gauliga (14):
1900-1909 (0)
1910-1914 (4): 1910-1911-1912-1913
1920-1929 (4): 1926, 1927, 1928, 1929
1930-1939 (3): 1930, 1931, 1932
1940-1949 (2): 1943, 1944
1950-1959 (1): 1953
Total Campeonato Alemán: 14 temporadas

### Segunda División Alemana
2.Bundesliga: 7
2010-2021 (4): 2017/18-2020/21
1980-1990 (2): 1980/81-1981/82
1974-1980 (1): 1979/80
Regionalliga Nord: 11:
1970-1980 (5): 1970/71-1973/74
1963-1970 (7): 1963/64-1969/70
Total Segunda División Alemana: 18 temporadas